# Luciola kinabalua
Luciola kinabalua là một loài bọ cánh cứng trong họ Đom đóm (Lampyridae). Loài này được Ballantyne & Lambkin miêu tả khoa học năm 2001.